# Cutrofiano
Cutrofiano község (comune) Olaszország Puglia régiójában, Lecce megyében.

## Fekvése
A Salentói-félsziget déli részén fekszik, Gallipoli és Otranto között nagyjából félúton.

## Története
A település eredete bizonytalan. A 14. században már létezett, a Soletói Grófság része volt. A településen az agyagos talajnak köszönhetően virágzó kerámia műhelyek alakultak ki. A 15-16. század török kalózok többször is feldúlták. 1806-ban vált önállóvá, amikor a Nápolyi Királyságban felszámolták a feudalizmust.

## Népessége
A lakosság számának alakulása:

## Főbb látnivalói
- Madonna della Neve-templom (17. század)
- Santa Maria dell’Immacolata-templom (18. század)
- Palazzo Filomarini (17. század)
- San Giovanni Battista-barlangtemplom és nekropolisz (8-10. század)